# Arnaldo Espínola
Arnaldo Andrés Espínola (n. Asunción, Paraguay; 3 de mayo de 1975) es un exfutboista paraguayo que se desempeñaba como defensor. Fue Gerente Deportivo del Club Sportivo Luqueño. Actualmente es Director Técnico.

## Selección nacional
Ha sido internacional paraguayo en 3 oportunidades. Participó con la Selección Paraguaya de Fútbol, en la edición de la Copa América de Bolivia 1997.

### Participaciones en Copas América
| Torneo            | Sede    | Resultado        |
| ----------------- | ------- | ---------------- |
| Copa América 1997 | Bolivia | Cuartos de final |

## Clubes
| Club                 | País      | Año       |
| -------------------- | --------- | --------- |
| Sportivo Luqueño     | Paraguay  | 1994-1996 |
| Internacional        | Brasil    | 1997-1998 |
| Cruzeiro             | Brasil    | 1999      |
| Internacional        | Brasil    | 2000-2001 |
| Guaraní              | Paraguay  | 2002      |
| Libertad             | Paraguay  | 2003      |
| Universidad de Chile | Chile     | 2004      |
| Cerro Porteño        | Paraguay  | 2005      |
| Huachipato           | Chile     | 2006      |
| Talleres             | Argentina | 2007      |
| Nacional             | Paraguay  | 2007-2009 |
| Sportivo Luqueño     | Paraguay  | 2009      |
| 12 de Octubre        | Paraguay  | 2010-2013 |
| Fernando de la Mora  | Paraguay  | 2013      |

## Entrenador
| Club              | País     | Año         |
| ----------------- | -------- | ----------- |
| Club Nacional     | Paraguay | 2022 - 2023 |
| Independiente FBC | Paraguay | 2023 - 2024 |

## Palmarés

### Campeonatos nacionales
| Título           | Club                 | País  | Año           |
| ---------------- | -------------------- | ----- | ------------- |
| Primera División | Universidad de Chile | Chile | Apertura 2004 |